# 平坂町
平坂町（へいさかちょう）は、かつて愛知県幡豆郡にあった町である。
現在の西尾市の一部である。矢作川の東岸の町であり、三河湾の平坂入江の奥に位置する。
江戸時代に西尾藩によって開かれた平坂港があり、かつては西三河の物流拠点となっていた。

## 沿革
- 江戸時代、この地域は西尾藩領、寺社領などであった。西尾藩によって開かれた平坂港があり、三州瓦などの積出港として賑わったという。
- 1884年（明治17年） - 平坂村、新実新田、市川新田が合併し、平坂村となる。
- 1889年（明治22年）10月1日 - 平坂村、楠村、小栗新田が合併し、平坂村となる。
- 1906年（明治39年）5月1日 - 平坂村、中畑村、及び西野町村の一部（田貫）[2]、奥津村の大部分（山田、富山、上矢田、羽塚、下矢田、国森、新在家、徳永）[3]が合併し、平坂村となる。
- 1913年（大正2年）4月1日 - 平坂村の一部（大字徳永）が寺津村に編入される。
- 1924年（大正13年）10月1日 - 町制施行し、平坂町となる。
- 1953年（昭和28年）12月15日 - 西尾町と平坂町の一部（田貫、中畑、国森、新在家）が合併し市制施行。西尾市となる。
- 1954年（昭和29年）8月10日 - 平坂町の残り全域が西尾市に編入される。

## 交通機関
鉄道
- 名古屋鉄道三河線
  - 三河楠駅・三河平坂駅・中畑駅
- 名古屋鉄道平坂支線
  - 港前駅・平坂口駅・羽塚駅